# Kolonia Lipnik
Kolonia Lipnik – kolonia w Polsce położona w województwie łódzkim, w powiecie pajęczańskim, w gminie Siemkowice.
W latach 1975–1998 miejscowość administracyjnie należała do województwa sieradzkiego.